# Rayk Goetze

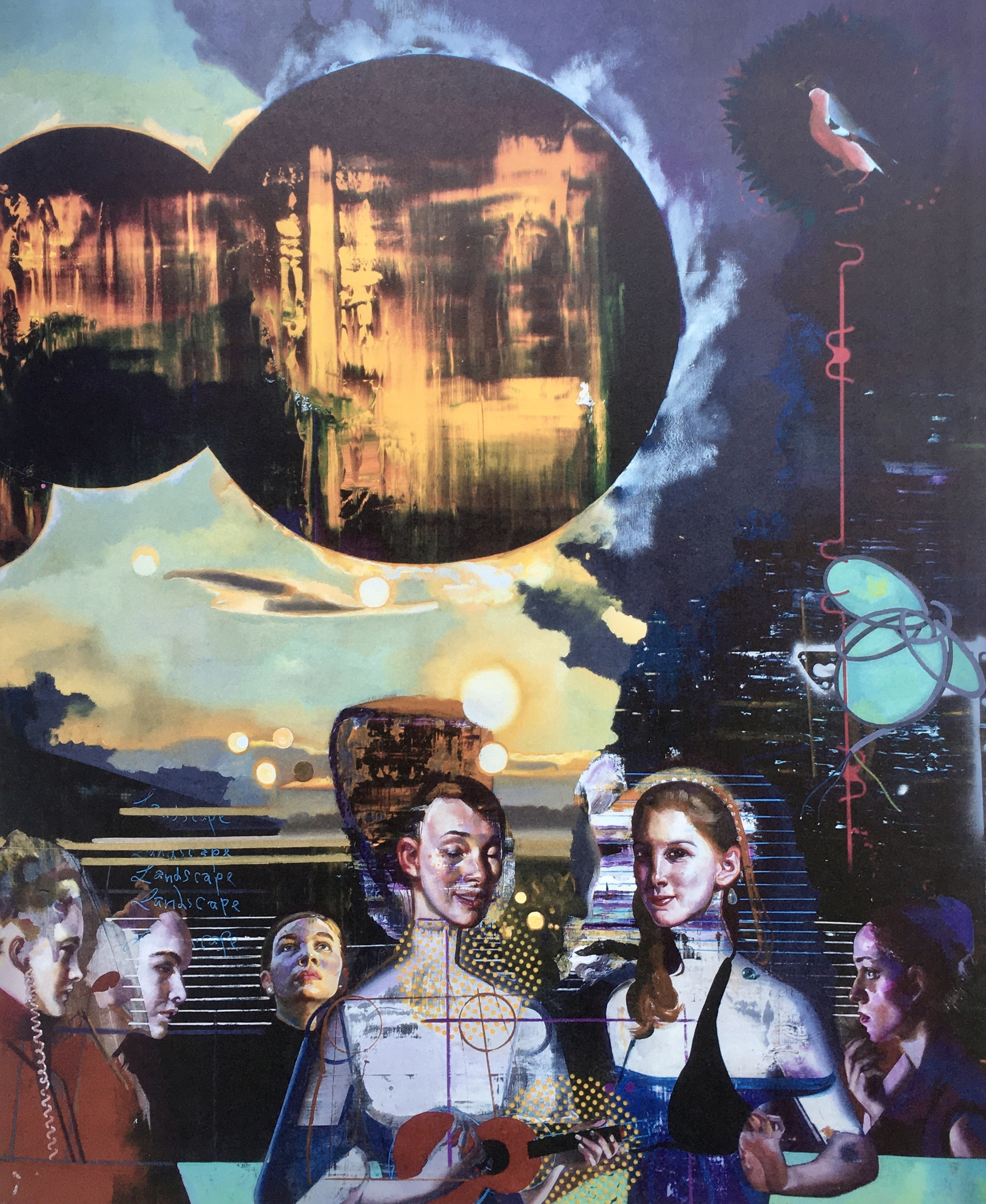
Rayk Goetzes „Das Spiel“ (2020)

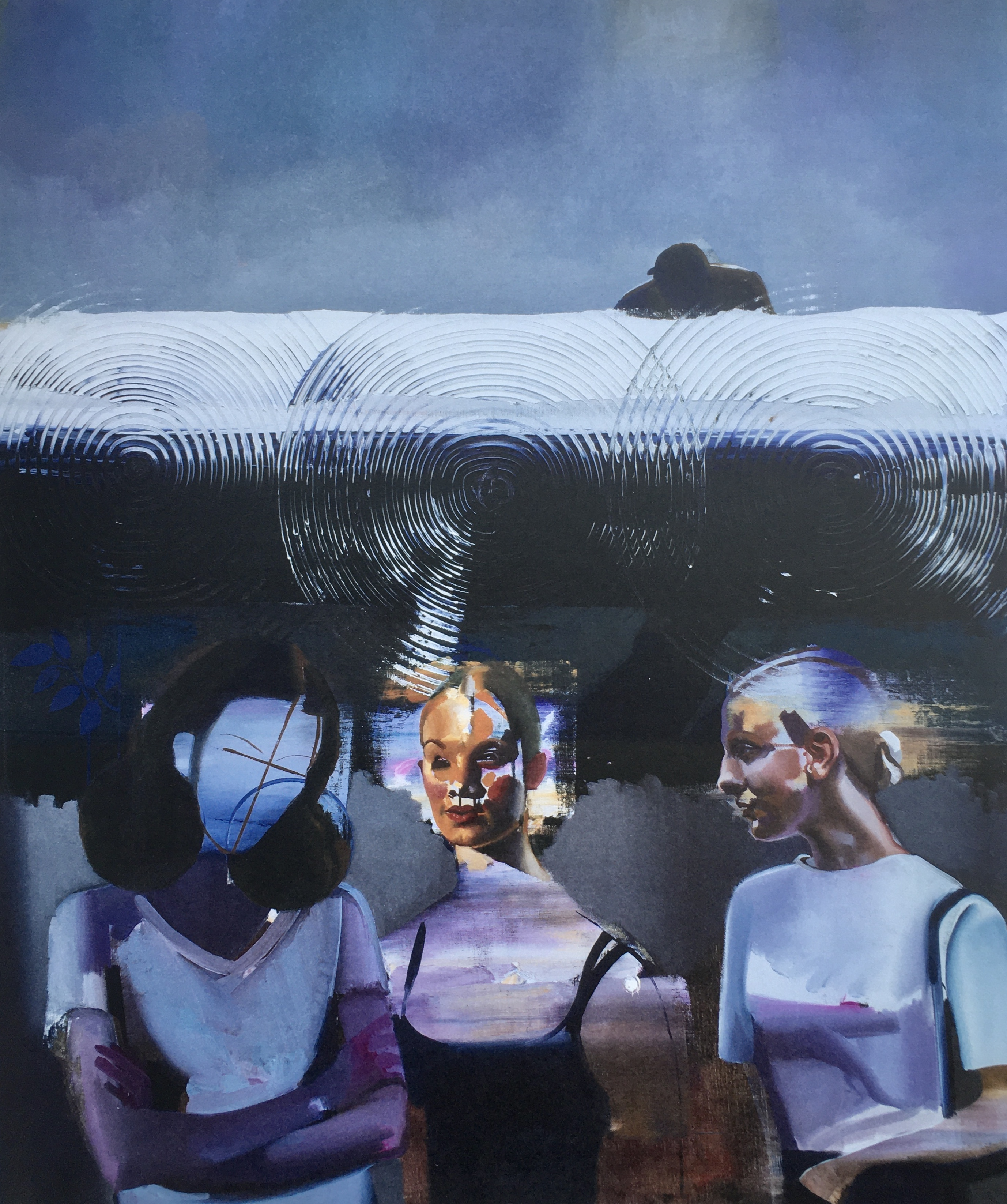
„Zwitschermaschine“ (2021)

Rayk Goetze (* 1964 in Stralsund) ist ein deutscher Maler und Vertreter der Neuen Leipziger Schule. Er lebt und arbeitet in Leipzig.

## Leben
Von 1975 bis 1981 besuchte Goetze die Sportschule in Potsdam. Nach seinem Abitur begann er im Jahr 1981 eine Ausbildung zum Stahlschiffbauer in Rostock. Nach dieser Ausbildung meldete sich Goetze freiwillig zum Kampfschwimmerkommando 18 der Volksmarine und wurde dort von 1984 bis 1988 als Kampfschwimmer eingesetzt. Ab 1991 war er an der Hochschule für Grafik und Buchkunst Leipzig, an der er bis 1995 bei Arno Rink und Neo Rauch Malerei studierte. Nach einem einjährigen Stipendiumsaufenthalt an der Accademia di Belle Arti di Firenze in Florenz kehrte er 1997 nach Leipzig zurück. Im Jahr 2000 wurde er zusammen mit David Schnell und Tim Eitel Meisterschüler bei Arno Rink und schloss seine Ausbildung mit dem Diplom in Bildender Kunst bei Rink ab.

## Karriere
Nach mehreren Gruppenausstellungen, unter anderem in den Staatlichen Kunstsammlungen Gera, folgte 2014 im Kunstraum Potsdam die erste nennenswerte Einzelausstellung. 2018 stellte er unter dem Titel „Status Quo“ im Kunstverein Hohenaschau unweit des Chiemsees aus, sowie im Palazzo Ducale in Mantua. 2019 war Goetze einer von mehreren Leipziger Künstlern, die unter dem Titel The Leipzig Connection bei der 5. Biennale der Malerei im Meštrović Pavilion der Croatian Association of Visual Artists in Zagreb ausstellten. Im selben Jahr folgte eine Ausstellung in der Kunsthalle der Sparkasse Leipzig. 2019 waren seine Werke in der Ausstellung „Nordschiff“ in der Rostocker Petrikirche zu sehen. In der Kunsthalle Kühlungsborn zeigte Goetze 2021 unter dem Titel „Das Kommando“ sein aktuelles Schaffen. 2022 stellte Rayk Goetze unter dem Titel "Glanz und Elend" im Kurhaus Warnemünde aus und wurde auf der Art Miami in den USA ausgestellt. Im April 2023 schenkte Goetze der Kunsthalle Rostock zu deren Wiedereröffnung das großformatige Gemälde "The Abshaum".

## Ausstellungen

### Einzelausstellungen
- 2014: Kunstraum Potsdam
- 2018: Kunstverein Aschau
- 2021: Kunsthalle Kühlungsborn
- 2022: Kurhaus Warnemünde: „Glanz und Elend“[6]
- 2022: Schwarzmaler, Einzelausstellung[7]

### Gruppenausstellungen
- 2010: Staatlichen Kunstsammlungen Gera
- 2017: Complesso Museale Palazzo Ducale, Mantova
- 2018: Museo Civico, Castello di Monferrato„HeadQuarter“ (2021)

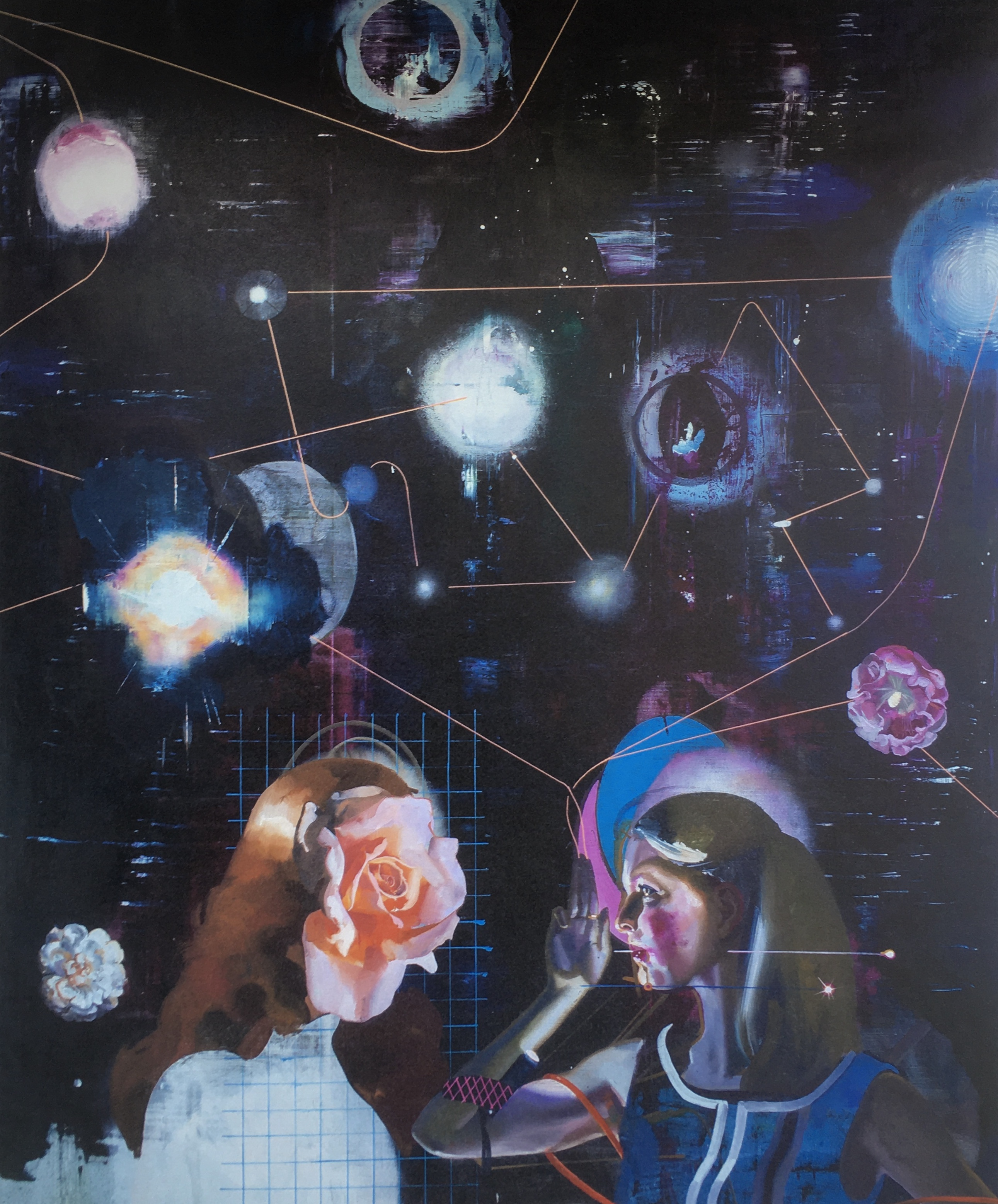
„HeadQuarter“ (2021)

- 2019: The Leipzig Connection, 5. Biennale der Malerei Zagreb
- 2019: Kunsthalle der Sparkasse Leipzig
- 2019: Kunsthalle Rostock
- 2021: Museum Villa Rot „Roter Kunstsalon“ mit Galerie Kristine Hamann
- 2022: Kunstraum Potsdam
- 2022: Art Miami, Miami, USA

## Medienbeiträge
- 2019: Fernsehbeitrag zur Ausstellung „Nordschiff“ in der Rostocker Petrikirche bei Mecklenburg-Vorpommern1 (MV1)[8]
- 2021: Fernsehbeitrag über Rayk Götzes Ausstellung beim „Vienna City Gallery Walk“ im Österreichischen Rundfunk (ORF)[9]
- 2022: Zeitungsbeitrag zur Ausstellung „Das Pferd frisst keinen Gurkensalat“ im Kunstraum Potsdam bei den Potsdamer Neueste Nachrichten[10]
- 2022: Zeitungsbeitrag zur Ausstellung „Glanz und Elend“ im Kurhaus Warnemünde in der Ostsee-Zeitung[6]